# PMK-1 (mina)
PMK-1 – mina przeciwtransportowa stosowana między innymi w Wojsku Polskim.

## Charakterystyka
Przeznaczenie
Miny przeciwtransportowe PMK-1 są przeznaczone do minowania torów kolejowych i wysadzania pociągów. 
Budowa
Mina kolejowa PMK-1 składa się z metalowego kadłuba, który w górnej części ma zakręcane korkiem gniazdo na zapalnik ZK-1, a w bocznej czołowej ściance drugie gniazdo (zakręcane korkiem) na zapalnik elektryczny.
Działanie miny
Zapalnik ZK-1 działa po przesunięciu suwaka o 3 mm w dół lub w górę, co powoduje zwolnienie kulek regulujących iglicę. Iglica, pod naciskiem sprężyny, uderza w spłonkę zapału MD-5M, powodując jego zadziałanie i wybuch miny.